# Духови острва
Духови острва (енгл. The Banshees of Inisherin) је црна трагикомедија из 2022. године, режисера и сценаристе Мартина Мекдоне. Филм прати дугогодишње пријатеље (Колин Фарел и Брендан Глисон) који се нађу у ћорсокаку када један од њих нагло одлучи да прекине њихово пријатељство. У главним улогама су и Кери Кондон и Бари Коган. Фарел и Глисон су раније сарађивали са Макдоном у његовом редитељском дебију У Брижу (2008).
Филм је премијерно приказан 5. септембра 2022. на Филмском фестивалу у Венецији, где је Фарел освојио награду за најбољег глумца, а Макдона за најбољи сценарио. У биоскопима у Ирској, Уједињеном Краљевству и Сједињеним Државама је објављен 21. октобра исте године. Филм је добио широко признање критичара, који су нарочито похвалили сценарио, режију, музику и глумачку екипу. Национални одбор за рецензију филмова га је прогласио за један од најбољих филмова 2022. године.
Филм је био номинован за девет Оскара, укључујући оне за најбољи филм, најбољег редитеља, најбољег глумца (Фарел), најбољег споредног глумца (Глисон и Коган), најбољу споредну глумицу (Кондон) и најбољи оригинални сценарио, али није освојио ниједног. Освојио је три Златна глобуса, четири награде БАФТА и бројне друге награде.

## Радња
Крајем Ирског грађанског рата 1923. године, на измишљеном ирском острву Инишерин, музичар Колм Доерти изненада почиње да игнорише свог дугогодишњег пријатеља Падрика Суливана. Падрик, иако љубазан и вољен од стране острвљана, превише је „туп” за Колма, који жели да проведе остатак свог живота компонујући музику и радећи ствари по којима ће остати упамћен. Падриков живот је дестабилизован губитком једног од његових неколико пријатеља; како Падрик постаје све више узнемирен због игнорисања, Колм постаје отпорнији на покушаје свог старог пријатеља да разговара са њим. Колм на крају поставља Падрику ултиматум: сваки пут када га Падрик узнемири или покуша да разговара са њим, Колм ће маказама за шишање оваца одсећи један од прстију са своје леве руке.
Иако Падрикова брижна сестра Шивон и проблематичан локални момак Доминик покушавају да ублаже ескалирајућу битку бивших пријатеља, њихови напори се показују безуспешним. Након што се пијани Падрик суочи са њим у пабу и покуша да се извини, Колм одсече себи један прст и оставља га Падрику. Након што Падрик види Колма да се састаје са виолинистом са копна, превари га да се врати кући лажући да му је отац погинуо. Како се тензије погоршавају, госпођа Макормик упозорава Падрика да ће смрт ускоро доћи на острво. У међувремену, Шивон нежно одбија Доминиково удварање.
Падрик посећује Колма да га укори што се тако лоше понаша према њему. Колм открива да је завршио компоновање своје песме, коју назива „Духови острва”. Падрик му предлаже да оде у паб и наручи им неколико пива, а Колм каже да би то било у реду. Падрик помиње да би могао да налети на виолинисту којег је отерао са острва и да би можда сва тројица могли да попију пиће. Колм одсеца своје преостале прсте леве руке и баци их на врата Падрикове куће.
Уморна од живота на острву, Шивон се сели на копно где је добила посао у библиотеци. Падрик долази кући и открива да се његов љубимац, магарац Џени, угушио једним Колмовим одсеченим прстом и угинуо.
Падрик, сломљеног срца, криви Колма за Џенину смрт. Суочава се са Колмом и говори му да ће запалити његову кућу следећег дана. Падрик пали Колмову кућу, и одводи његовог пса на сигурно. Док Падрик одлази, види Колма како седи у запаљеној кући. Локални полицајац, Домиников насилни отац Педар, одлази у Падрикову кућу. Одвраћа га госпођа Макормик, која га без речи води до Доминиковог леша који плута у оближњем језеру. Следећег јутра, госпођа Макормик проналази столицу поред једног од прозора у Колмовој изгорелој кући. Падрик, са псом, проналази Колма како стоји на плажи. Колм се извињава због Џенине смрти и сугерише да је уништавање куће окончало њихову свађу, али Падрик обавештава свог бившег пријатеља да би се свађа завршила само да је остао у запаљеној кући. Док се Падрик окреће да оде, Колм му се захваљује што бринуо о његовом псу. Падрик одговара: „Било када”.

## Улоге
| Глумац         | Улога             |
| -------------- | ----------------- |
| Колин Фарел    | Падрик Суливан    |
| Брендан Глисон | Колм Доерти       |
| Кери Кондон    | Шивон Суливан     |
| Бари Коган     | Доминик Кирни     |
| Пат Шорт       | Џонџо Девин       |
| Гари Лидон     | Педар Кирни       |
| Џон Кени       | Џери              |
| Арон Монахан   | Деклан            |
| Брид Ни Ноктен | госпођа О'Риордан |
| Шила Флитон    | госпођа Макормик  |
| Дејвид Пирс    | свештеник         |